# Grand Funk
Grand Funk är rockbandet Grand Funk Railroads andra musikalbum, släppt 1969, samma år som det föregående albumet On Time.

## Låtlista
Alla låtar skrivna av Mark Farner, om ej annat anges.
1. "Got This Thing on the Move" – 4:38
2. "Please Don't Worry" (Don Brewer, Farner) – 4:19
3. "High Falootin' Woman" – 3:00
4. "Mr. Limousine Driver" – 4:26
5. "In Need" – 7:52
6. "Winter and My Soul" – 6:38
7. "Paranoid" – 7:50
8. "Inside Looking Out" (John Lomax, Alan Lomax, Eric Burdon, Bryan "Chas" Chandler) (cover på The Animals) – 9:31